# Лекухона
Лекухона или Алакумхара (абх. Алакумхара, груз. ლეკუხონა) — село в Абхазии, в Галском районе частично признанной Республики Абхазия, согласно административному делению Грузии — в Гальском муниципалитете Абхазской Автономной Республики. Расположено в 18 км к востоку от райцентра Гал, на берегу реки Эрисцкали (Эрцкар) и на границе с краем Самегрело и Земо-Сванети Грузии. В административном отношении село представляет собой административный центр сельской администрации Алакумхара.

## Границы
На западе и юге сельская администрация Алакумхара (Лекухона) граничит с/а (сёлом) Папынрхуа (Саберио) Галского района; на севере — с с/а (селом) Гумрыш Ткуарчалского района; на востоке проходит граница Республики Абхазия с краем Самегрело и Земо-Сванети Грузии.

## Администрация
Сельской администрации Алакумхара подчинены сёла:
- собственно Лекухона (Алакумхара) —  337 человек (1989 г.)
- Жиргалишка (Акуарабжара), к северу от Лекухоны (Алакумхары) —  0 человек (1989 г.)
- Лечараие, к западу от Лекухоны (Алакумхары) —  288 человек (1989 г.)

## Население
По данным переписи 1989 года на территории Лекухонской сельской администрации (сельсовета) жило 625 человек, по данным переписи 2011 года население сельской администрации Алакумхара составило 514 человек, в основном мегрелы (99,6 %).